# Constance von Rüden
Constance von Rüden (* im 20. Jahrhundert) ist eine deutsche Prähistorikerin mit dem Schwerpunkt auf die Urgeschichte des Mittelmeerraumes.

## Leben und Leistungen
Constance von Rüden studierte von 1997 bis 2002 an den Universitäten Freiburg und Zypern in Nikosia Klassische Archäologie und Ur- und Frühgeschichte. Im Dezember 2002 erlangte sie in Freiburg ihren Magister-Abschluss mit einer Arbeit zum Thema Die Frühe Eisenzeit im östlichen Mittelmeerraum. Untersuchung möglicher Austauschformen zwischen Kreta und Zypern in den ‚Dark Ages’. In der zweiten Jahreshälfte 2003 wurde sie Kollegiatin des Graduiertenkollegs Anatolien und seine Nachbarn der Universität Tübingen. Die Promotion erfolgte im Februar 2007 an der Universität Freiburg im Fach Klassische Archäologie bei Gerhard Hiesel. Thema der Dissertation war Die Wandmalereien von Tall Mishrife/Qatna im Kontext einer ägäisch-syrischen Kommunikation. Von März 2003 bis Mai 2010 war von Rüden danach Auslandsstipendiatin an der Abteilung Athen des Deutschen Archäologischen Instituts. Hier untersuchte sie unter anderem die spätbronzezeitlichen und früheisenzeitlichen Funde aus Palaepaphos auf Zypern. Seit 2010 ist sie neben Manfred Bietak Co-Direktorin eines Projektes zur Untersuchung der Wandmalereien in Tell el Dab'a. Nach der Rückkehr nach Deutschland im Juni 2010 war sie bis Ende 2012 Postdoktorandin am Zentrum für Mittelmeerstudien der Universität Bochum, danach bis Februar 2014 am Exzellenzcluster Asia and Europe in a Global Context der Universität Heidelberg. Danach wurde von Rüden Assoziiertes Mitglied des Exzellenzclusters, was sie bis heute ist. Gleichzeitig wurde sie auf eine Juniorprofessur mit dem Schwerpunkt Mediterrane Urgeschichte und Theorie an die Universität Bochum berufen. Von Januar bis März 2016 war sie Gastwissenschaftlerin (Research scholar) am Getty Research Institute in Los Angeles, im Februar/März 2018  P. M. Warren Gastprofessorin für Ägäische Urgeschichte an der Universität Bristol. Zum Jahresbeginn 2017 wurde von Rüden geschäftsführende Leiterin des Instituts für Archäologische Wissenschaften der Universität Bochum. Seit März 2020 ist sie Professorin für Ur- und Frühgeschichte mit dem Schwerpunkt Mediterrane Urgeschichte und Theorie in Bochum.
Constance von Rüden forscht vorrangig zur Vor- und Frühgeschichte des mediterranen Raumes, insbesondere des Ägäischen Meeres und der Levante, was für den deutschsprachigen Raum trotz der zunehmenden internationalen Forschung auf diesem Gebiet eine eher seltene Spezialisierung ist. Neben theoretischen Fragen der Archäologie gehören dazu die kulturellen, „internationalen“ Beziehungen der frühen Kulturen des östlichen Mittelmeerraumes, der Austausch von Wissen und Gütern. Daneben forscht sie unter anderem auch zur Wandmalerei in Syrien und der Levante. Gemeinsam mit Wolfgang Ebel-Zepezauer und Thomas Stöllner gibt sie die Reihe Bochumer Forschungen zur Ur- und Frühgeschichtlichen Archäologie heraus.

## Publikationen (Auswahl)
Monografien
- Die Wandmalereien von Tall Mišrife/Qaṭna im Kontext einer ägäisch-syrischen  Kommunikation (= Qaṭna-Studien. Band 2). Harrasowitz, Wiesbaden 2011, ISBN 978-3-447-06444-6.
- mit Artemis Georgiou, Ariane Jacobs und Paul Halstead: Feasting and Depositional Practice in Late Bronze Age Palaepaphos. The Well-Fillings from Evreti (= Bochumer Forschungen zur Ur-und Frühgeschichtlichen Archäologie. Band 8). Leidorf, Rhaden/Westfalen 2016, ISBN 978-3-86757-288-0.

Herausgeberschaften
- mit Achim Lichtenberger: ‘Multiple Mediterranean Realities. Spaces, Resources and Connectivity’. Proceedings of the International Conference held 26th- 28th April 2012 at the University Bochum (= Mittelmeerstudien. Band 6). Fink/Schöningh, Paderborn 2015, ISBN 978-3-7705-5740-0 (Fink), ISBN 978-3-506-76638-0 (Schöningh).
- mit Walter Gauß und Gudrun Klebinder-Gauß: The Transmission of Technical Knowledge in the Production of Ancient Mediterranean. Pottery Proceedings of the  International Conference at the Austrian Archaeological Institute at Athens, 23rd-25th November 2012 (= Sonderschriften des Österreichischen Archäologischen Instituts. Band 54). Phaidon, Wien 2016, ISBN 978-3-900305-78-9.
- mit Dorina Glörfeld, Kim Kittig und Bärbel Morstadt: The many face(t)s of Cyprus. 14th meeting of Postgraduate Cypriot Archaeology (= Universitätsforschungen zur prähistorischen Archäologie. Band 324). Habelt, Bonn 2019, ISBN 978-3-7749-4192-2.
- mit Johannes Becker und Johannes Jungfleisch: Tracing Technoscapes. The Production of Bronze Age Wall Paintings in the Eastern Mediterranean. Sidestone Press, Leiden 2018, ISBN 978-90-8890-689-3.